# Abația Valasse
Abația Notre-Dame du Vœu, cunoscută și sub numele de Abația din Valasse, este o abație cisterciană, situată la Gruchet-le-Valasse în Seine-Maritime, în Cantonul Bolbec.
Este înscrisă în rândul Monumentelor istorice din Franța din 1943

## Istorie
Abația a fost fondată pe la 1150 de Galéran IV, comte de Meulan, la întoarcerea din cruciadă.